# Glenea nigrorubricollis
Glenea nigrorubricollis é uma espécie de escaravelho da família Cerambycidae. Foi descrita por Lin e Yang em 2009.  É conhecida a sua existência na China.